# Ungulani Ba Ka Khosa
Ungulani Ba Ka Khosa (pseudònim de Francisco Esaú Cossa), (Inhaminga, 1 d'agost de 1957) és un escriptor i professor de Moçambic.

## Biografia
Khosa va fer els estudis primaris a la província de Sofala i l'ensenyament secundari part a Lourenço Marques i part a Zambézia. A Maputo va treure un batxillerat en Història i Geografia a la Facultat d'Educació de la Universitat Eduardo Mondlane i va treballar de professor d'ensenyament secundari.
En 1982 va treballar pel Ministeri d'Educació durant un any i mig. Sis mesos després de deixar el Ministeri d'Educació és convidat a treballar a l'Associação dos Escritores Moçambicanos (AEMO), de la qual és membre. Va començar la seva carrera com a escriptor amb la publicació de diverses narracions i va participar en la fundació de la revista Charrua de l'AEMO.
Va viure a Niassa i Cabo Delgado, on existien les zones de camps de reeducació que estaven mal organitzats, el que el van fer inclinar-se més cap a la literatura i, per tant, va sentir la necessitat d'escriure per parlar i exposar aquesta realitat per a les persones.

## Premis
- Li fou atorgat el Premi José Craveirinha de Literatura de 2007, amb Os sobreviventes da noite.
- En 2002 Ualalapi fou considerat un dels 100 millors contes africans del segle xx.
- El 1990 va guanyar el Gran Premi de Ficció Narrativa Moçambiquesa amb Ualalapi

## Obres publicades
- Ualalapi, 1987 (narració; Gran Premi de Ficció Narrativa Moçambiquesa en 1990);[2][3]
- Orgia dos Loucos, 1990 (edició de Associação dos Escritores Moçambicanos);[2]
- Histórias de Amor e Espanto, 1999;
- No Reino dos Abutres, 2002;
- Os sobreviventes da noite, 2007;[4]
- Choriro, 2009;
- Entre as Memórias Silenciadas, 2013.[5]